# Мері Гармсворт, віконтеса Норткліфф
Мері Елізабет Гармсворт, віконтеса Норткліфф, GBE, DStJ, ARRC (англ. Mary Harmsworth, Viscountess Northcliffe, уроджена Мілнер; нар. 22 грудня 1867 — пом. 29 липня 1963, пізніше леді Хадсон) — дочка Роберта Мілнера з Кідлінгтона, Оксфордшир, Англія.

## Шлюби
Мері Елізабет Мілнер вперше вийшла заміж за Альфреда Чарльза Вільяма Гармсворта (народився 16 липня 1865, Чапелізод, графство Дублін, Ірландія — помер 14 серпня 1922) 11 квітня 1888 року, тоді її шлюбне ім'я стало Гармсворт, і вона була названа баронесою Норткліфф, чинний 27 грудня 1905 р. 
У 1911 році її портрет написав Філіп де Ласло, а в 1914 році він з'явився на обкладинці журналу Country Life. 
Крайній західний край Землі Франца-Йосифа в Арктиці був названий на її честь експедицією, яку фінансував її чоловік. 
Пізніше 14 січня 1918 року вона була підвищена до віконтеси Норткліфф. 
Леді Норткліфф була волонтером британського Червоного Хреста під час Першої світової війни. Її шлюб був бездітним, що дуже обтяжувало її та її чоловіка.
Через шість місяців після смерті чоловіка вона вдруге вийшла заміж 4 квітня 1923 року за сера Роберта Арунделла Хадсона.

## Смерть
Леді Хадсон померла у Вірджинія-Вотер, Суррей, у віці 95 років.

## Нагороди та відзнаки
- Великий хрест ордена Британської імперії (GBE) — 1918 рік
- Зареєстровано як Асоційований Королівський Червоний Хрест (ARRC) — 1919
- Дама Грації ордена Св. Іоанна Єрусалимського — 1919 рік